# Proton Saga II
Proton Saga II – samochód osobowy typu sedan produkowany od 2008 roku przez malezyjski koncern Proton

## Historia modelu

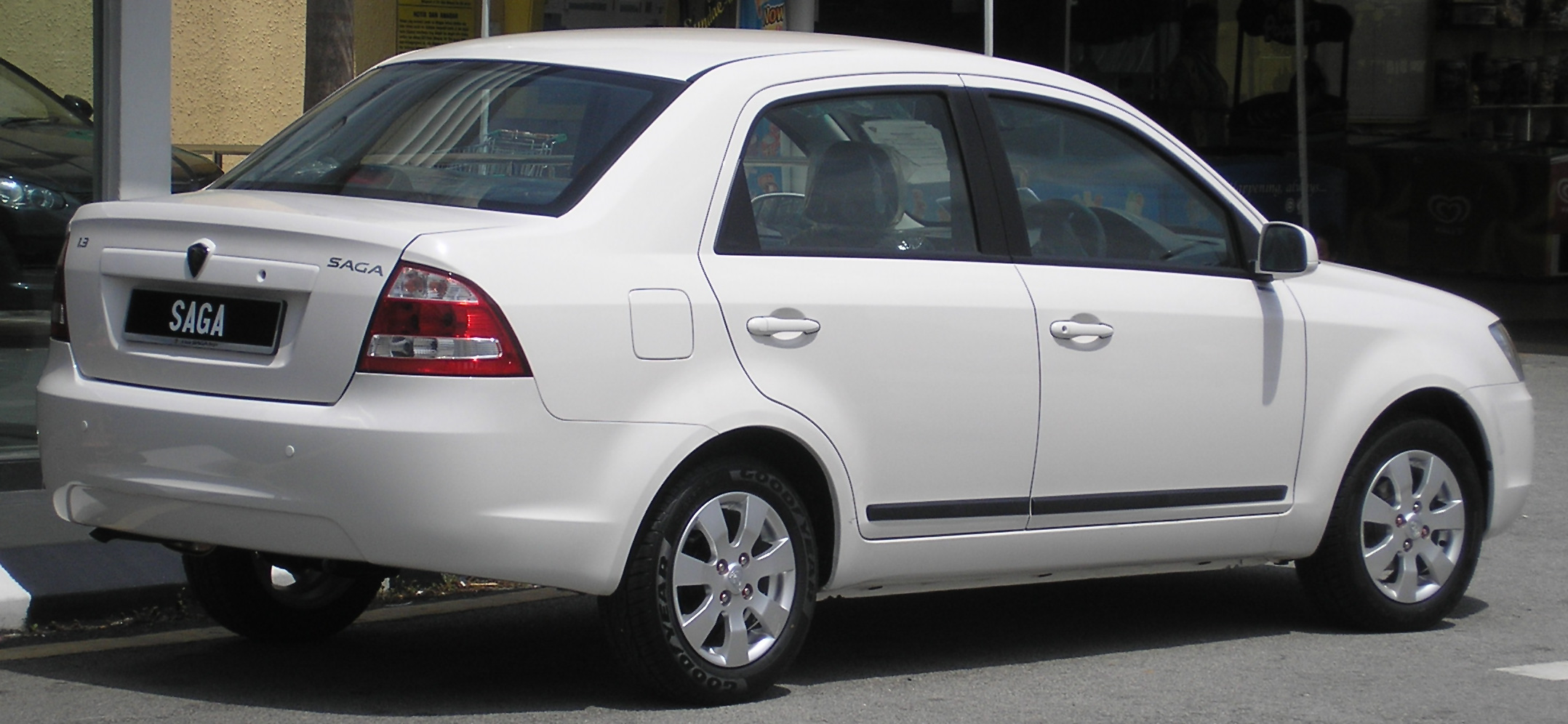
Proton Saga II - tył

W 2008 roku Proton zaprezentował nowocześnie wyglądającego subkompaktowego sedana, bazującego na podzespołach mniejszego modelu Savvy. Saga II nie jest jednak następcą modelu Saga mimo niemal identycznej nazwy. Saga II wypełniła lukę między modelem Satria Neo a Gen-2. Sprzedaż prowadzona jest we Wschodniej Azji, w Australii, w Indiach oraz w Chinach pod nazwą Europestar Saga.